# Ligota Dolna (Strzelce Opolskie)
Ligota Dolna (deutsch: Nieder Ellguth) ist eine Ortschaft in Polen in Oberschlesien in der Gemeinde Strzelce Opolskie (Groß Strehlitz) im Powiat Strzelecki in der Woiwodschaft Oppeln.

## Geografie

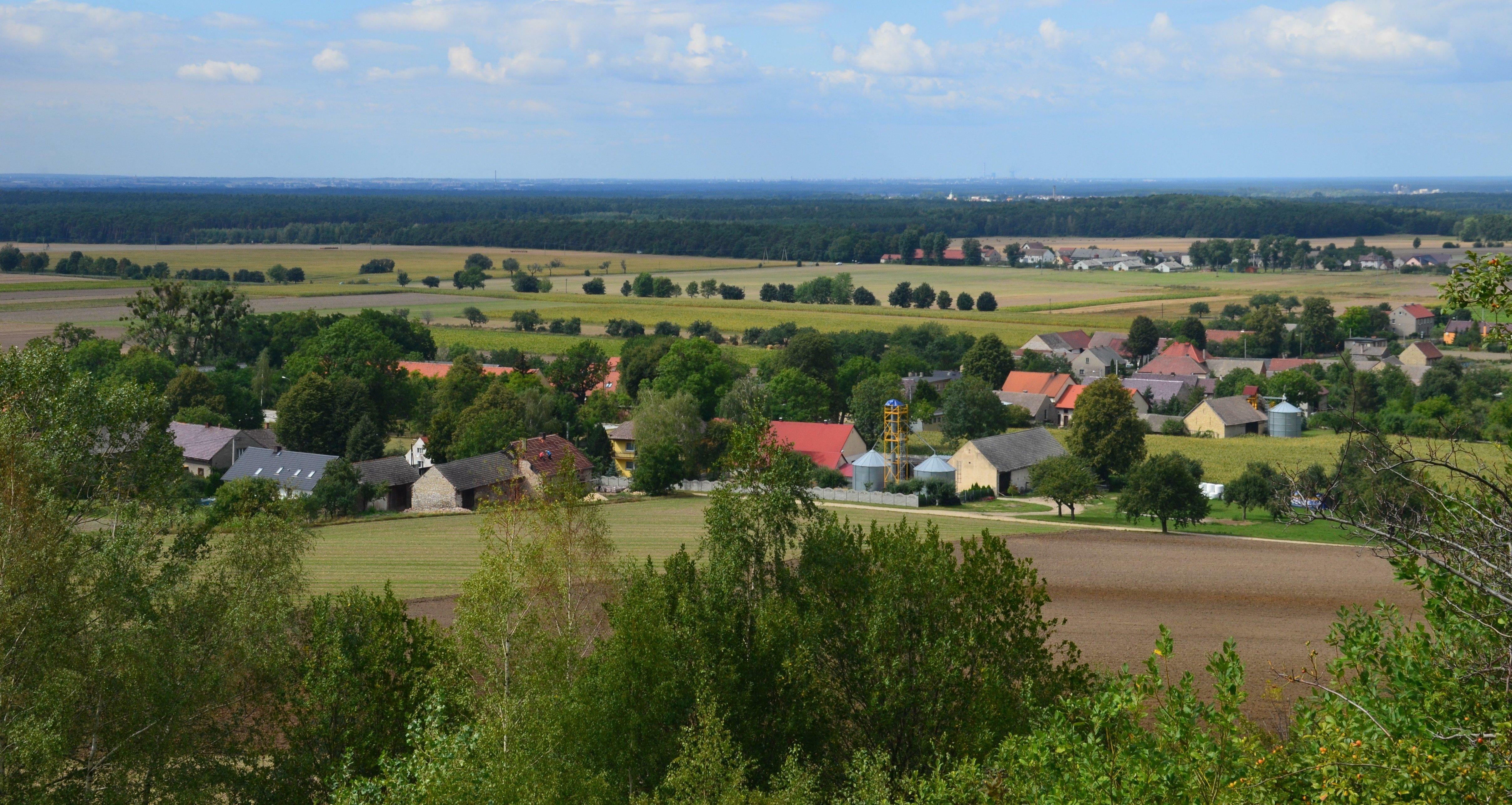
Blick auf den Ort

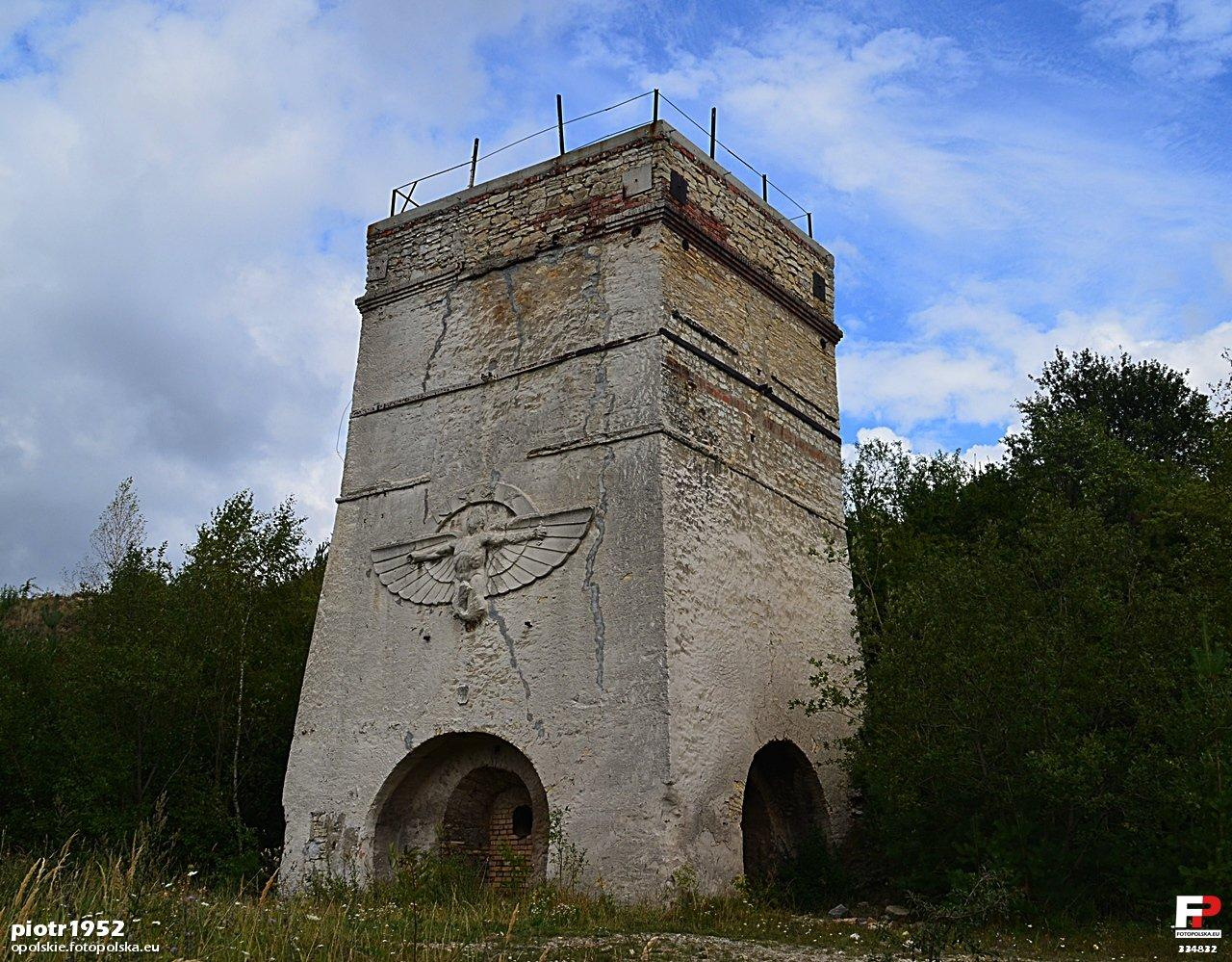
Kalkofen

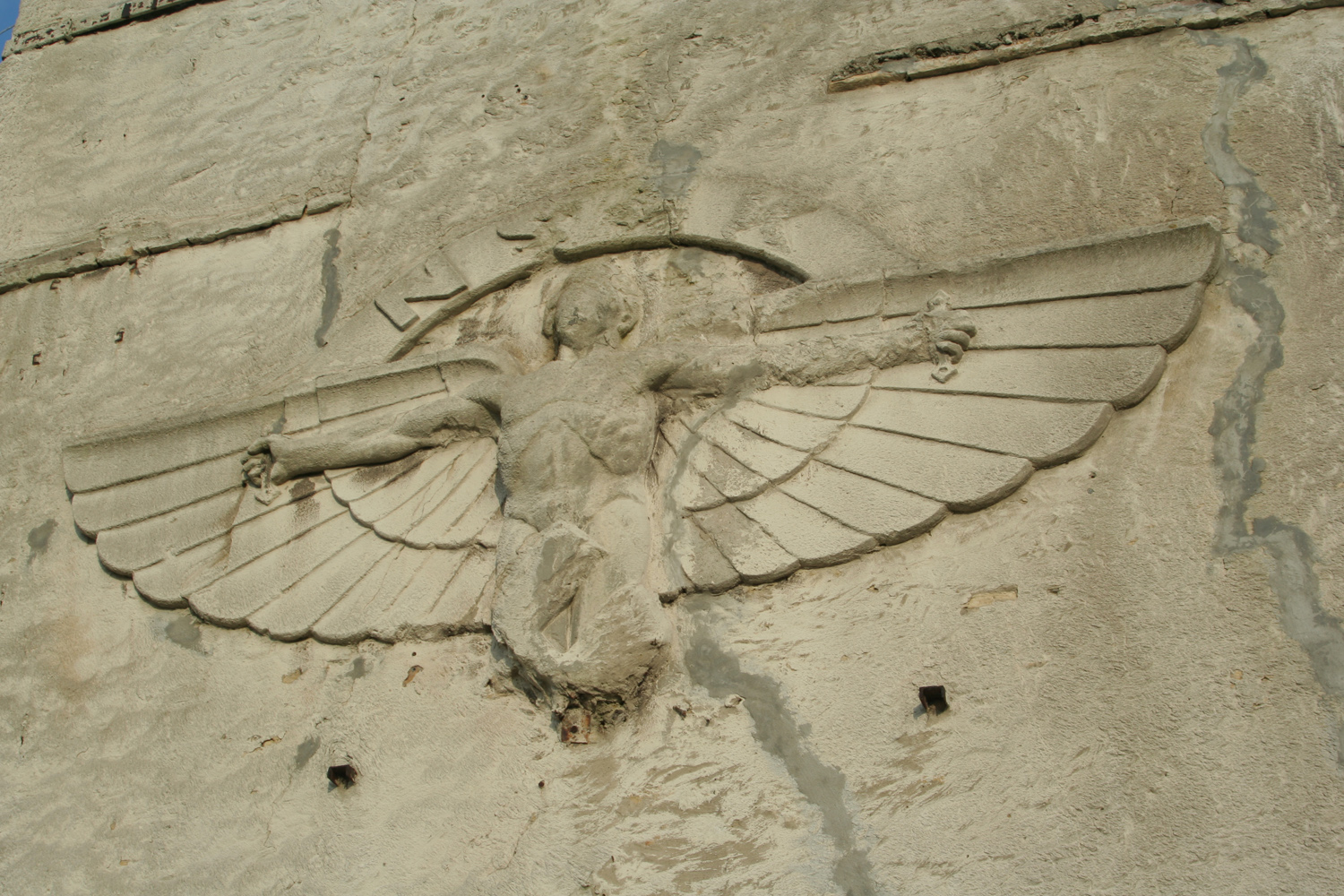
Ikarus-Relief am Kalkofen

### Geografische Lage
Ligota Dolna liegt 12 Kilometer westlich vom Gemeindesitz und der Kreisstadt Strzelce Opolskie und 25 Kilometer südöstlich von der Woiwodschaftshauptstadt Oppeln.

### Nachbarorte
Nachbarorte von Ligota Dolna sind im Westen Dąbrówka (Dombrowka), im Norden Sprentschütz (Sprzęcice), im Osten Niwki (Niewke) und Ligota Górna (Ober Ellguth) und im Süden Oleszka (Oleschka).

## Geschichte
Bei der Volksabstimmung in Oberschlesien am 20. März 1921 stimmten 68 Wahlberechtigte für einen Verbleib bei Deutschland und 56 für Polen. Nieder Ellguth verblieb beim Deutschen Reich. 1933 lebten im Ort 159 Einwohner. 1939 hatte der Ort 134 Einwohner.
1925 entstand auf dem Steinberg bei Nieder Ellguth ein Flugplatz für Segelflugzeuge. Dem Flugplatz folgte der Bau des Segelfliegerheims Oberschlesien. Der Flugplatz wurde in den 1930er Jahren vom Nationalsozialistischen Fliegerkorps übernommen. Zu Kriegsbeginn am 1. September 1939 starteten von einem weiteren Flugplatz bei Nieder Ellguth Stuka aus, um die nahegelegene polnische Stadt Wieluń zu bombardieren.
Bis 1945 befand sich der Ort im Landkreis Groß Strehlitz. 1945 kam der bisher deutsche Ort unter polnische Verwaltung und wurde in Ligota Dolna umbenannt und der Woiwodschaft Schlesien angeschlossen. 1950 kam der Ort zur Woiwodschaft Oppeln. 1999 kam der Ort zum wiedergegründeten Powiat Strzelecki.

## Sehenswürdigkeiten
- Südlich von Ligota Dolna befindet sich ein bis heute erhaltener Kalkofen. An dessen Front befindet sich ein Ikarus-Relief, das an den Tod eines Piloten an dieser Stelle erinnert. Dieses Relief, das das Symbol des Nationalsozialistischen Fliegerkorps (NSFK) darstellte, wurde angebracht, nachdem 1938 ein Pilot mit seinem Segelflugzeug an diesem Kalkofen zerschellte.[5][2]
- Vom ehemaligen Flugplatz sind einige Gebäude erhalten geblieben, unter anderem ein hölzerner Hangar.
- Wegkapelle[6]
- Steinernes Wegkreuz

## Vereine
- Deutscher Freundschaftskreis